# 54ª Brigata meccanizzata "Atamano Ivan Mazepa"
La 54ª Brigata meccanizzata autonoma "Atamano Ivan Mazepa" (in ucraino 54-та окрема механізована бригада імені гетьмана Івана Мазепи?, 54-ta okrema mechanizovana bryhada imeni het'mana Ivana Mazepy, unità militare А0693) è un'unità di fanteria meccanizzata delle Forze terrestri ucraine, subordinata al Comando operativo "Est" e con base a Bachmut.

## Storia
La brigata venne creata nel dicembre 2014 ad Artemivs'k (oggi Bachmut), distaccando unità provenienti da altre brigate dell'esercito ucraino: un battaglione dalla 30ª Brigata meccanizzata, uno dalla 24ª Brigata meccanizzata e uno dalla 17ª Brigata corazzata. Venne inoltre aggiunto il 25º Battaglione fanteria motorizzata "Rus' di Kiev" (ex battaglione di difesa territoriale). Venne immediatamente schierata durante la guerra del Donbass, venendo ritirata dopo sei mesi per ripristinarne la capacità combattiva. Nel novembre 2015 ha svolto esercitazioni tattiche in preparazione al successivo dispiegamento al fronte.
Fra il 16 e il 22 dicembre 2016 ha preso parte alla battaglia di Svitlodars'k, respingendo un attacco dei separatisti filorussi, contrattaccando e occupando le posizioni nemiche. Durante questa azione la brigata subì perdite per 9 morti e 35 feriti, fra i quali 11 volontari della Legione Georgiana che era aggregata alla brigata. Ha trascorso nelle retrovie un periodo di riposo fra aprile e ottobre 2017, prima di essere nuovamente schierata in Donbass, prendendo parte a scontri presso Horlivka. Nel maggio 2018 un reparto del 25º Battaglione ha effettuato un raid attraverso le linee nemiche, catturando elementi della 7ª Brigata fucilieri motorizzata della Milizia popolare di Lugansk.
Il 15 giugno 2018 la brigata è stata nuovamente ritirata dal fronte, dopo aver con successo eliminato 170 militari e 19 mezzi nemici e riconquistato i centri abitati di Hladosove e Travneve. Nell'agosto 2019 reparti della brigata hanno condotto un'operazione lampo contro un'installazione nemica, uccidendo 20 occupando e ferendone altri 11. Nel 2019 è stato assegnato alla brigata il 46º Battaglione d'assalto "Donbass" (unità militare A3220), costituito nel 2015 a partire da personale del Battaglione Donbass della Guardia nazionale ucraina che desiderava servire nelle Forze armate. Il 6 maggio 2020 la brigata è stata ufficialmente dedicata a Ivan Mazepa, atamano che portò lo Stato Cosacco al suo massimo splendore all'inizio del Settecento.
La brigata ha preso parte all'invasione russa dell'Ucraina del 2022, difendendo il fronte del Donbass nell'area di Mar"ïnka durante la prima fase della guerra. In questa battaglia è stato ferito mortalmente il comandante del battaglione corazzato dell'unità, tenente colonnello Oleksij Harjan, deceduto il 24 luglio in un ospedale di Kiev. A giugno ha condotto un contrattacco a sud di Vuhledar, respingendo la 150ª Divisione fucilieri motorizzata russa di oltre 10 km. A dicembre, con l'aggravarsi della situazione a Bachmut a causa degli incessanti assalti dell'esercito russo e del Gruppo Wagner, è stata inviata a difesa della città, insieme alla 71ª Brigata jäger, per sostituire la 30ª e la 93ª Brigata meccanizzata fino a quel momento schierate in prima linea. Il 5 dicembre il comandante della brigata, colonnello Oleksij Majstrenko, è stato insignito dal presidente ucraino Zelens'kyj del titolo di Eroe dell'Ucraina, mentre il giorno successivo l'unità ha ricevuto quello di "Per il Valore e il Coraggio". Durante la battaglia di Bachmut il 46º Battaglione "Donbass" ha subito gravi perdite a causa dell'incompetenza del suo comandante, tenente colonnello Serhij Ščerbakov, e del capo di stato maggiore, capitano Jevhen Snihir. Per questo a dicembre è stato sciolto come unità indipendente e riorganizzato nel 3º Battaglione di linea della brigata.
In seguito alle rotazioni delle unità ucraine a Bachmut, all'inizio del 2023 è stata trasferita nel saliente di Sivers'k. A luglio è tornata al contrattacco, avanzando da nord in direzione di Soledar infliggendo numerose perdite al battaglione BARS-29. Alla fine di ottobre la brigata è stata trasferita nel settore di Kup"jans'k. A marzo 2024 il Battaglione "K-2" è stato rischierato nell'area di Bachmut, dove ha respinto un assalto russo a nord della città infliggendo gravi perdite ai reparti meccanizzati nemici. A settembre la brigata è stata nuovamente trasferita nelle retrovie del settore di Sivers'k. All'inizio di dicembre una parte del 2º Battaglione meccanizzato "K-2", grazie all'importante esperienza acquisita nell'impiego dei droni in battaglia, è stata distaccata dalla brigata per costituire il 20º Reggimento sistemi senza pilota. Nel marzo 2025 la brigata, insieme all'81ª Brigata aeromobile, ha respinto un importante assalto russo in direzione di Sivers'k, condotto dal 3º Corpo d'armata con oltre 40 veicoli da combattimento, infliggendo gravi perdite ai reparti avversari.

## Struttura
- Comando di brigata[31]
- 1º Battaglione meccanizzato
- 2º Battaglione meccanizzato "K-2"
- 3º Battaglione meccanizzato
- 25º Battaglione fanteria motorizzata "Rus' di Kiev" (Bachmut, unità militare А2457)[32]
- 1º Battaglione fucilieri
- 2º Battaglione fucilieri
- 25º Battaglione fucilieri (Kiev, unità militare A4017)[33]
- Battaglione corazzato (T-64BV e T-72B)
- Battaglione sistemi senza pilota "Nebesna Kara"
  -  Unità droni "Ministry of Magic"
  -  Unità droni "Legion"
- Gruppo d'artiglieria
  - Batteria acquisizione obiettivi
  - Battaglione artiglieria campale (D-30 e M-46)
  -  Battaglione artiglieria semovente (2S1 Gvozdika, 2S3 Akatsiya e M109L)
  -  Battaglione artiglieria lanciarazzi (BM-21 Grad)
  - Battaglione artiglieria controcarri (MT-12 Rapira e FGM-148 Javelin)
- Battaglione artiglieria missilistica contraerei (9K33 Osa e T-55-ZU-23)
- Battaglione genio
- Battaglione manutenzione
- Battaglione logistico
- Compagnia ricognizione
- Compagnia cecchini
- Compagnia guerra elettronica
- Compagnia comunicazioni
- Compagnia radar
- Compagnia difesa NBC
- Compagnia medica

## Comandanti
- Tenente colonnello Volodymyr Horbatjuk (2015-2017)
- Colonnello Oleksij Majstrenko (2017-in carica)